# تایگر شروف
تایگر شروف (به انگلیسی: Tiger Shroff) (به هندی:टाइगर श्रोव) (متولد با نام جی همنت شروف در ۲ مارس سال ۱۹۹۰) بازیگر و هنرمند رزمی که در فیلم‌های هندی هنرنمایی می‌کند. پسر بازیگر جکی شروف و مادرش عایشه دات است، اولین فیلم خود را با یک نقش پیشرو در سال ۲۰۱۴، فیلم اکشن کمدیHeropantiکه نامزد دریافت جایزه بهترین مرد تازه‌وارد فیلم فیر کرد.
او بعداً در فیلم Baaghi سال ۲۰۱۶ درخشید، که بیش از۱میلیارد (۱۵میلیون دلار آمریکا) در سراسر جهان کسب کردو برای بازی در نقش ابرقهرمان A Flying Jatt در سال ۲۰۱۶ مورد ستایش قرار گرفت.
او در رقص نیز تبحر خاصی دارد. تایگر شروف با وجود تعداد کم فیلم‌هایی که از بدو ورودش به سینمای هند از خود ارائه داده، اما بدون شک یکی از موفق‌ترین ستاره‌های چند سال اخیر سینمای هند محسوب می‌شود که توانسته در گیشه سینمایی به موفقیت‌های عظیمی دست پیدا کند و ۲ مورد از فیلم‌هایش لقب بلاک باستر (تا لحظه این نگارش) را کسب کرده که همین موضوع باعث شده تایگر موفق‌ترین سوپراستار جوان سینمای هند محسوب شود.
خواننده هند است
تایگر به دلیل ناکامی‌های اندک و موفقیت‌های بیشترش در گیشه سینمای هند و جذب مخاطبان، محبوب‌ترین و الهام بخش‌ترین سوپراستار جوان بالیوود در بین تهیه‌کنندگان و کمپانی‌های فیلم‌سازی محسوب می‌شود که معتقدند در آینده می‌تواند بر گیشه سینمای هند سلطه داشته باشد.
به غیر از یک مورد (دانش آموز سال ۲) تمامی فیلم‌هایی که تایگر در آنها به ایفای نقش پرداخته در ژانر اکشن بوده و رزمی کار بودن تایگر هم نقش زیادی در هرچه بهتر برگزار شدن سکانس‌های اکشن فیلم‌هایش و در نتیجه موفقیت آن فیلم‌ها داشته‌است، در همین حال به عقیده بسیاری از طرفداران و منتقدان سینمای هند، تایگر شروف در حال حاضر بهترین اکشن کار سینمای دوم جهان به حساب می‌آید.
نکته قابل توجه در خصوص این بازیگر مستعد و خوش سیمای هندی اینست که
بدل کاری سکانس‌های اکشن مربوط به وی، توسط خودش انجام می‌شود.
مگا سوپر استار سینمای هند، سلمان خان در طی مصاحبه ای با یکی از مجلات هندی، از تایگر شروف در کنار دو بازیگر جوان هند رانویر سینگ و وارون دهاوان نام برد که می‌توانند در آینده نزدیک جای خالی سه خان مطرح هند یعنی خودش و شاهرخ خان و عامر خان را پر کنند.
از ویژگی های شخصیتی او می‌توان به موارد زیر اشاره کرد: سیگار نمی کشد. مشروب نمی خورد. گیاه خوار است و تنها گاهی تخم مرغ می‌خورد. در کودکی تحت تاثیر فیلم اژدها وارد می شود قرار گرفت و اکنون تایگر شروف در هنرهای رزمی کمربند مشکی دان پنج تکواندو را دارد. او هم‌چنین از علاقه مندان مبارزات آزاد و کشتی کج است.

## فیلم‌شناسی
فهرست برخی از فیلم‌هایی که تایگر شروف در آن‌ها به ایفای نقش پرداخته‌است:
سینگهام ۳ (۲۰۲۴)
- قهرمان بازی(۲۰۱۴)
- پرواز جت(۲۰۱۶)
- شورشی(۲۰۱۶)
- مونا مایکل(۲۰۱۷)
- شورشی ۲(۲۰۱۸)
- دانش‌آموز سال ۲(۲۰۱۹)
- جنگ(۲۰۱۹)
- شورشی ۳(۲۰۲۰)
- قهرمان بازی ۲(۲۰۲۱)
- گاناپات(۲۰۲۲)
- رمبو(۲۰۲۲)
- استاد بزرگ استاد کوچک (۲۰۲۴)

## جوایز
| سال  | جوایز                         | دسته                      | فیلم      | نتیجه    |
| ---- | ----------------------------- | ------------------------- | --------- | -------- |
| ۲۰۱۴ | Stardust Awards               | سوپراستار فردا - مرد      | Heropanti | برنده    |
| ۲۰۱۴ | BIG Star Entertainment Awards | سرگرم‌کننده‌ترین بازیگر مرد | Heropanti | برنده    |
| ۲۰۱۴ | Star Guild Awards             | بهترین بازیگر نقش اول مرد | Heropanti | برنده    |
| ۲۰۱۵ | IIFA Awards                   | ستاره اولین سال – مرد     | Heropanti | برنده    |
| ۲۰۱۵ | Life Ok Screen Awards         | بهترین بازیگر نقش اول مرد | Heropanti | برنده    |
| ۲۰۱۵ | جوایز فیلم فیر                | بهترین بازیگر نقش اول مرد | Heropanti | نامزدشده |